# Ospedale Civile Maggiore
L'Ospedale Civile Maggiore di Verona è situato nel quartiere di Borgo Trento (Verona) in piazzale Stefani 1 e fa parte dell'Azienda ospedaliera universitaria integrata di Verona assieme al policlinico universitario Giambattista Rossi di Borgo Roma.
È stato oggetto di profonda ristrutturazione che ha portato alla costruzione del nuovo polo chirurgico. Tra i vari reparti di eccellenza si distinguono la neurochirurgia, la geriatria e l'unità coronarica.